# 255 (numero)
Duecentocinquantacinque (255) è il numero naturale dopo il 254 e prima del 256.

## Proprietà matematiche
- È un numero dispari
- È un numero composto con 8 divisori: 1, 3, 5, 15, 17, 51, 85 e 255. Poiché la somma dei suoi divisori (escluso il numero stesso) è 177 < 255, è un numero difettivo.
- È un numero sfenico.
- È un numero di Mersenne (255=28−1), il quarto a non essere primo.
- È un numero perfetto totiente, il più piccolo a non essere una potenza di 3 o il triplo di un numero primo.
- È un numero 27-gonale e 86-gonale.
- È un numero malvagio.
- Può essere espresso in tre modi diversi come differenza di due quadrati: 255=282−232=442−412=1282−1272. Per essere espresso come somma di quadrati richiede invece quattro addendi, il massimo.
- È un numero colombiano in base 10.
- È un numero palindromo e numero a cifra ripetuta nel sistema numerico binario (11111111), nel sistema di numerazione posizionale a base 4 (3333) e nel sistema numerico esadecimale (FF). È altresì un numero ondulante e palindromo nel sistema a base 9 (313) e in quello a base 11 (212).
- Un poligono regolare con 255 lati è costruibile con riga e compasso.
- È parte delle terne pitagoriche (32, 255, 257), (39, 252, 255), (108, 231, 255), (120, 225, 255), (136, 255, 289), (153, 204, 255), (255, 340, 425), (255, 396, 471), (255, 612, 663), (255, 700, 745), (255, 1288, 1313), (255, 1904, 1921), (255, 2160, 2175), (255, 3608, 3617), (255, 6500, 6505), (255, 10836, 10839), (255, 32512, 32513).
- È un numero congruente.

## In informatica
255 è il massimo valore che può assumere un numero di 8 cifre nel codice binario. Essendo un byte formato da 8 bit, è quindi il massimo valore che può avere un byte. È anche una capacità comunemente usata per le variabili dei linguaggi di programmazione ad alto livello. Questo valore può anche essere confuso dal computer con -1, se non è specificato il segno del numero nel tipo della variabile.
- È il massimo valore che può avere uno dei tre colori primari nel modello di colori RGB.
- È il massimo valore dei quattro numeri separati da punti di un indirizzo IP versione 4.
- È generalmente il massimo valore del canale alfa di un'immagine.

### Nei videogiochi
- Nella prima versione di The Legend of Zelda, è il massimo numero di rupie portabili da Link. Il valore torna a 0 se ne acquisisce un'altra.
- È il numero di livelli di Pac-Man.
- È il numero massimo di vite che si possono avere in Super Mario Bros.. Poi il contatore torna a 0.
- È il livello massimo di gioco che un game master di World of Warcraft può raggiungere.
- È la quantità massima di miglioramenti in attacco e difesa che si possono fare in Starcraft.
- È il valore massimo che possono raggiungere i parametri dei personaggi in moltissimi videogiochi di ruolo come ad esempio Final Fantasy, The Last Remnant, ecc.

## Astronomia
- 255P/Levy è una cometa periodica del sistema solare.
- 255 Oppavia è un asteroide della fascia principale del sistema solare.
- NGC 255 è una galassia spirale della costellazione della Balena.

## Astronautica
- Cosmos 255 è un satellite artificiale russo.

## Altri ambiti
- +255 è il prefisso telefonico internazionale della Tanzania.
- Un angolo di 255° corrisponde alla direzione di ovest-sud-ovest.